# Maavaruhuraa
Maavaruhuraa est une petite île inhabitée des Maldives.

## Géographie
Maavaruhuraa est située dans le centre des Maldives, au Sud-Est de l'atoll Nilandhe Nord, dans la subdivision de Faafu. 